# Капри (остров)
 Тази статия е за острова.  За града вижте Капри (град).  
Ка̀при (на италиански: Isola di Capri) е италиански остров в Тиренско море. Дълъг е 6 km и широк 2,5 km. Площта му е 10,4 km2. Първи данни за острова дава древноримският писател и историк Гай Светоний Транквил през 1 в. На острова има два града: Капри и Анакапри. Гр. Капри е главен град и пристанище. Остров Капри е живописен нископланински остров (най-висока точка е Монте Соларо, 589 m). Прочут морски курорт. На северния бряг се намира природният феномен Лазурна пещера (Grotta Azzurra). На север от Капри е Неаполитанският залив, а на юг Салернският залив.

## История

### Древност
Островът е населяван още от древността. Следи от човешко поселение са открити през римската епоха. Светоний разказва, че при разкопки на основите на вилата на Октавиан Август са открити гигантски кости и оръжия от камък. Императорът нарежда те да поставят на показ в градината на основната си резиденция, Морската палата. Съвременните разкопки показват, че човешкото присъствие на острова може да се проследи до неолита и бронзовата епоха. Октавиан Август развива Капри – той построява храмове, вили, акведукти и засажда градини, за да може да се наслаждава на личния си рай.
В Енеида Вергилий споменава, че островът е населяван от гърци, идващи от Йонийските острови. Страбон споменава, че „в древни времена на Капри е имало два града, които по-късно са били намалени до един“. Публий Корнелий Тацит отбелязва, че на Капри съществуват 12 имперски вили. Руините на тази при Трагара все още се забелязват към 19 век.
Наследникът на Август, Тиберий, построява редица вили на Капри, най-известната от които е вилата на Юпитер, една от най-добре запазените римски вили в Италия. През 27 г. Тиберий се премества на Капри за постоянно, управлявайки Римската империя от там до смъртта си през 37 г.
През 182 г. император Комод изпраща сестра си Ания Луцила на заточение на Капри. Малко след това тя е екзекутирана.

### Средни векове
След краха на Западната Римска империя Капри става доминион на Неапол и претърпява множество нападения и грабежи от пирати. През 866 г. император Лудвиг II отдава острова на Амалфи. През 987 г. папа Йоан XV освещава първия епископ на Капри, когато Капри, Скала, Минори и Летере са направени на диоцези към митрополията на Амалфи. Капри продължава да е диоцез до 1818 г., когато островът става част от архдиоцез Соренто.
През 1496 г. Федерико I Неаполитански създава законово и административно равенство между селищата Капри и Анакапри. Пиратски набези достигат връх по време на управлението на Карл V. Известните турски адмирали Хайредин Барбароса и Тургут Реис завладяват острова в полза на Османската империя съответно през 1535 и 1553 г.
Първият записан турист, посетил острова е френският антиквар Жан-Жак Бушар през 17 век. Дневникът му, намерен през 1850 г., представлява важен източник на информация относно Капри.

### 19 век и съвремие
Френските войски на Наполеон окупират Капри през януари 1806 г. Британците изпъждат французите през май, след което Капри им служи като военноморска база, но строителството ѝ нанася тежки щети по археологическите обекти. Французите отново завладяват Капри през 1808 г. и островът остава тяхно владение до края на властта на Наполеон (1815 г.), когато Капри е върнат на Неапол, управляван от Бурбоните.
Природният учен Игнацио Черио каталогизира флората и фауната на острова през 19 век. Работата му е продължена от сина му, автор и инженер Едвин Черио, който написва няколко книги за живота в Капри през 20 век.
До началото на Първата световна война островът е изключително популярен сред богатите гейове. Там живее бисексуалният писател Съмърсет Моъм заедно със сътрудника си.
Емил фон Беринг и Аксел Мунте имат вили на острова. Шведската кралица Виктория Баденска често посещава острова, тъй като Аксел Мунте ѝ е лекар. Певицата Марая Кери също притежава вила там.
В днешно време Капри е курорт и се посещава от туристи, особено през летните месеци.

## Туризъм
Капри е туристическа дестинация както за италианци, така и за чужденци. Той добива популярност като курорт през 50-те години на 20 век. През лятото островът е често посещаван от туристи, идващи най-вече от Неапол и Соренто.
Капри разполага с 12 църкви, 7 музея и няколко паметника. Най-посещаваната атракция на острова е Грота Азура (Лазурната пещера), пещера, открита през 19 век от чуждестранни туристи.

## Други
На името на острова са наречени салатата капрезе и панталоните капри.

## Фотогалерия
- Остров Капри
- Крайбрежието на остров Капри
- Скалите Фаральони на остров Капри
- Изглед към Виа Круп от Градините на Август
- Марина Гранде – главното пристанище